# Reliquiae Haenkeanae
Reliquiae Haenkeanae (abreviado Reliq. Haenk.) es un libro ilustrado con descripciones botánicas que fue escrito por el botánico, profesor de Bohemia Karel Presl. Fue publicado en Praga en 2 volúmenes en los años 1825-1835 con el nombre de Reliquiae Haenkeanae, seu, Descriptiones et icones plantarum quas in America Meridionali et Boreali.

## Publicación
- Volumen 1(1): 1-84, tt. 1-12. Jun-Nov 1825;
- Volumen 1(2): 85-148. tt. 13-25. Jul-Dec 1827;
- Volumen 1(3): 149-206. tt. 26-36. Jul-Dec 1828;
- Volumen 1(4-5): 207-355. tt. 37-48. Jan-Jun 1830;
- Volumen 2(1): 1-56, tt. 49-60. Jan-Jun 1831;
- Volumen 2(2): 57-152. tt. 61-72. Jan-Jul 1835